# Reuseni
Reuseni – wieś w Rumunii, w okręgu Suczawa, w gminie Udești. W 2011 roku liczyła 544 mieszkańców. 